# Butlers bensindrivna fordon

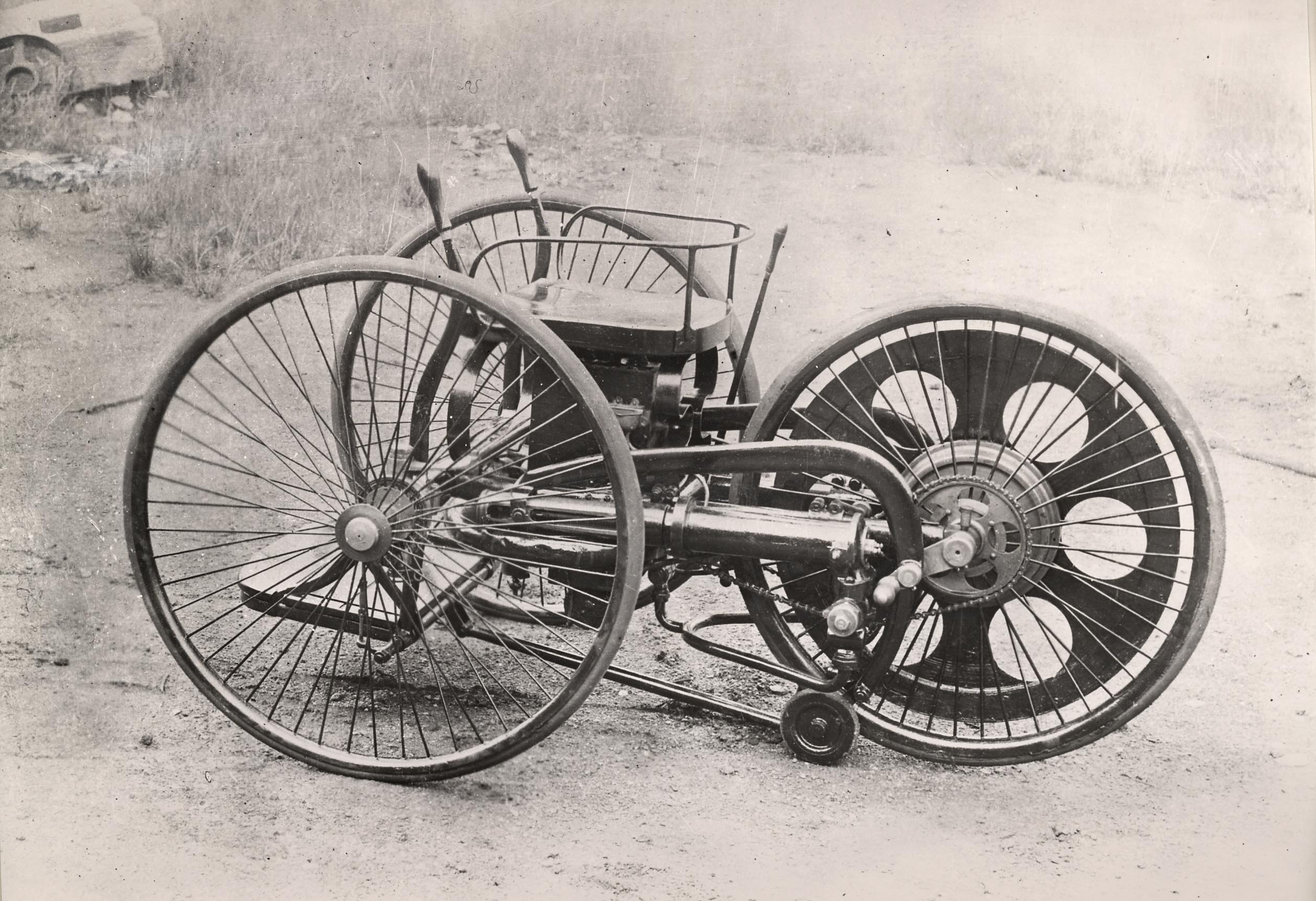
Butlers "Patent Velocycle", 1887

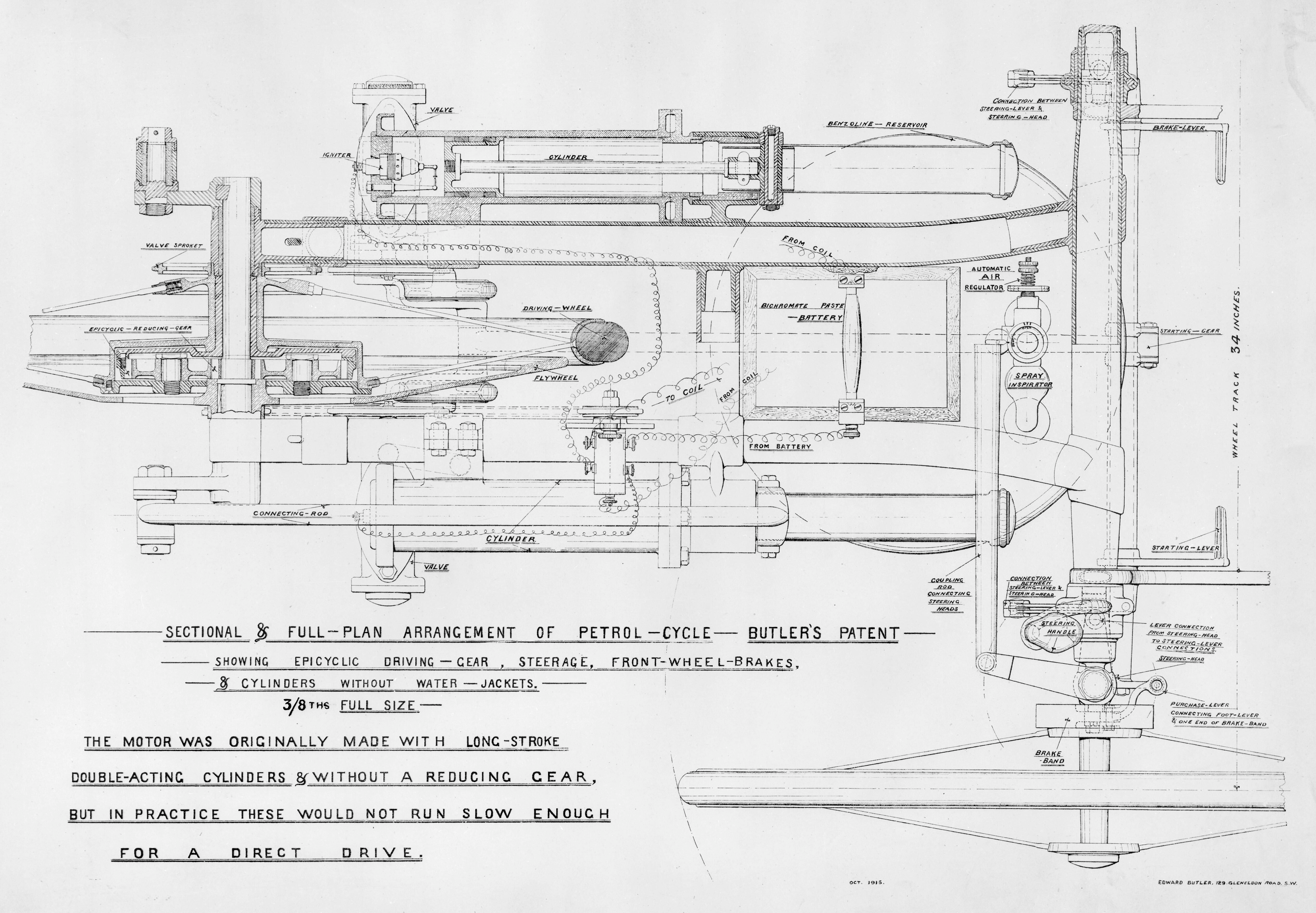
Ritning från Butlers patentdokument

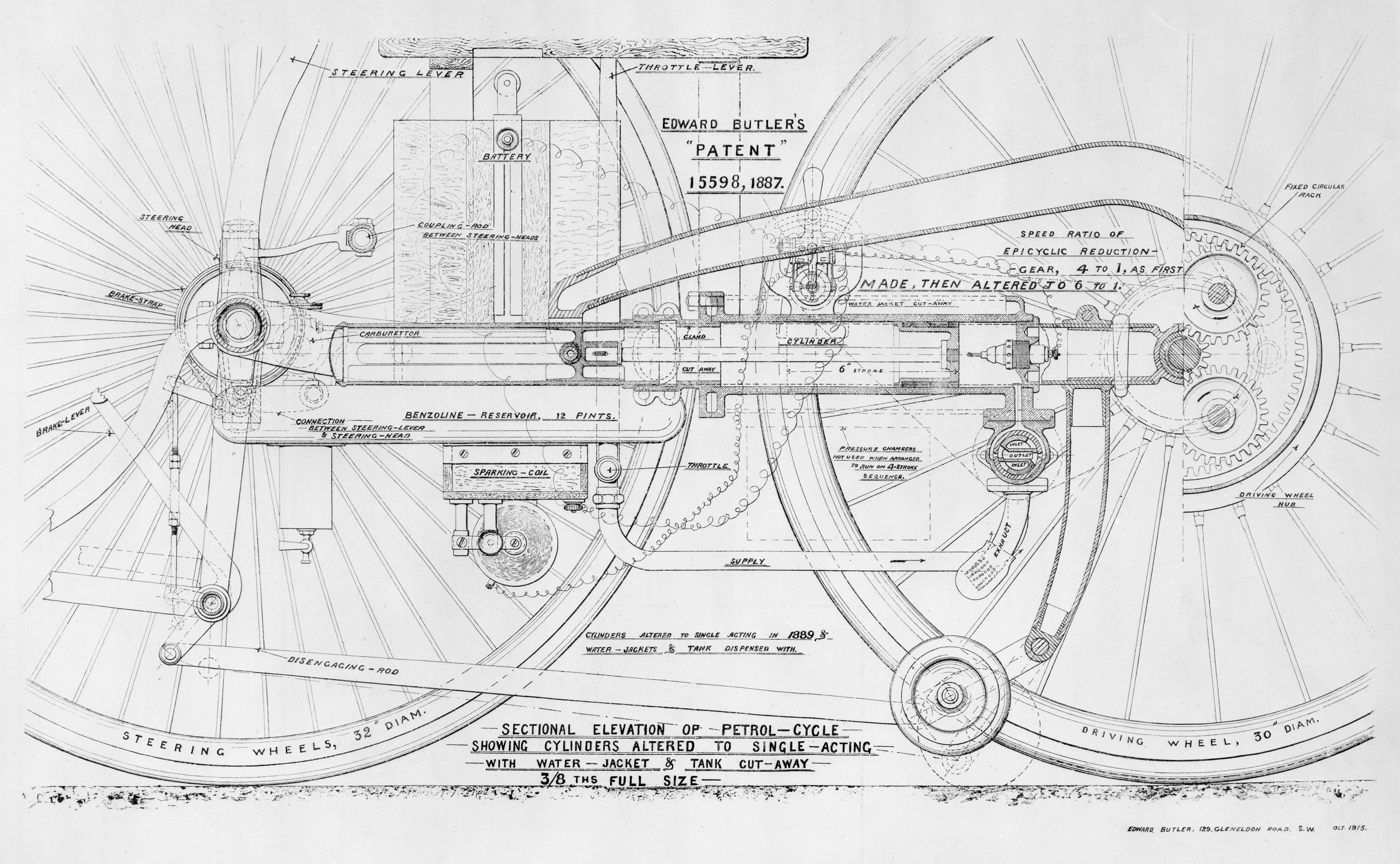
Ritning från Butlers patentdokument

Butlers bensindrivna trehjuling (engelska: Butler Petrol Cycle) var ett motordrivet fordon som konstruerades av den brittiska uppfinnaren Edward Butler (1862–1940). Den byggdes från cirka 1884 och betraktas som den första bensindrivna bilen och motorcykeln i Storbritannien.

## Historik
Första versionen av Butlers bensindrivna trehjuling konstruerades 1884 men patenterades först 1887. Den byggdes på Merryweather Fire Engine Company, baserad i Greenwich utanför London. Det trehjuliga fordonet omnämns både som den äldsta brittiska bilen, alternativt som den första bilen och första motorcykeln oavsett land. Fordonet skapades två år innan Karl Benz 1886 offentliggjorde sin uppfinning; båda två var trehjuliga fordon med bensindrivna förbränningsmotorer.
Butler Petrol Cycle var ett trehjuligt fordon med bensinmotor. Bakhjulet drevs direkt av en platt tvåcylindrig fyrtakts förbränningsmotor på 600 cm³, vilket gav en effekt på drygt 0,6 hk. Bilen var baserad på en teknologi som var toppmodern för sin tid. Motorn var vattenkyld, med kylare över det bakre drivhjulet. Föraren satt mellan bakhjulet och framhjulen.
Konstruktören ansåg att fordonet inte behövde några bromsar. Den framåtgående rörelsen stoppades genom att lyfta drivhjulet från marken via en pedal, varvid två mindre sidohjul fälldes ner under/vid sidan av drivhjulet.
Fordonet presenterades i en artikel den 14 februari 1891 i Scientific American. Där fastslogs det att en gallon bränsle i form av bensin eller bensen kunde driva fordonet på 0,59 liter/mil, i en hastighet på 15 kilometer/timme.
Butler förbättrade med tiden prestandan. Han hindrades dock från att testa dessa i trafik på grund av Locomotives Act 1865 (Red Flag Act), vilken föreskrev en högsta hastighet för motoriserade vägtrafikfordon på 3,2 kilometer/timme i bebyggt område och 6,4 kilometer/timme på landsväg. Dessutom skulle en person gå framför fordonet med en röd varningsflagga.
På grund av bristande intresse skrotade Butler sitt fordon 1896 och sålde patenträttigheterna till Harry J. Lawson. Denne fortsatte tillverkningen av motorn för användande i motorbåtar.
Butler övergick i stället till att tillverka stationära motorer och marinmotorer.